# Nervana Systems
Nervana Systemsはサンディエゴとパロアルトに拠点を置いた人工知能ソフトウェア企業であった。同社はNervanaクラウドと呼ばれる企業がカスタム・ディープラーニング・ソフトウェアを開発することを可能にするフルスタックのSoftware as a Service (SaaS) プラットフォームを提供した。2016年8月9日、推定4.08億ドルで、インテルによって買収された。

## ディープラーニング・フレームワーク
同社の（今となってはディスコンとなってしまった）オープンソース・ディープラーニング・フレームワークはneonと呼ばれた。  – 同社がCaffe、w:Theano、w:Torch、そしてTensorFlowのようなライバルのフレームワークよりもアウトパフォームしたと言及したであろう – Neonはアセンブラ=レベルの最適化、マルチ=GPUサポート、そしてWinogradと呼ばれるディープラーニング過程においては一般的な数学的演算である、畳み込み計算用アルゴリズムの使用を通じてその性能のアドバンテージを達成しただろう。

## Nervanaクラウド
Nervanaクラウド（2016年2月に発表された）はNeonをベースにしており、そしてNvidiaのw:Titan X GPUなどで走ったが、しかしNervanaは時を同じくしてディープラーニング向けに最適化されたNervanaエンジンと呼ばれるカスタムASICを開発した、そしてそれはNervanaいわく、Nvidiaのw:マクスウェル・アーキテクチャ系GPUよりも10倍の性能を誇った。Nervanaエンジンは、ディープラーニング・アルゴリズムをサポートするために必要な設計要素のみを実装し、グラフィックス処理に特有のレガシー要素を無視することで、より高い計算密度を達成することが期待されていた。

## 歴史
Nervanaは2014年にNaveen Rao CEO、Amir Khosrowshahi CTO(w:Dara Khosrowshahiのいとこ)、そしてArjun Bansal アルゴリズム部門VPらによって設立された。Nervanaは2800万ドルの資金を調達した。2015年6月、Nervanaは、w:Allen & Company、AME Cloud Ventures、w:Playground Global、w:CME Group、w:Draper Fisher Jurvetson、Fuel Capital、w:Lux Capital、w:Omidyar Networkの参加を得て、Data Collectiveが主導するシリーズAファンディングで2050万ドルを調達した。2016年にインテルに買収された時点では、従業員数はわずか48名と推定されていた。2020年1月、IntelはHabana Labsの買収を優先してNervanaの開発を中止した。